# Битва при Абритте
Битва при Абритте (также известна как Битва при форуме Теребронии) — сражение, состоявшееся в римской провинции Мёзия (современный Разград, Болгария), вероятно, 1 июля 251 года между войсками Римской империи и армией германских племён под командованием готского короля Книвы.

## Предыстория
Вскоре после воцарения Деция на троне в 249 году, варвары вторглись в римские провинции Дакия. Мёзия Верхняя и Нижняя. Это объяснялось отказом прежнего императора Филиппа Араба осуществлять появившиеся в 238 году денежные выплаты приграничным племенам, переселением народов и существовавшим в империи политическим и военным вакуумом. Скорее всего Деций выдвинулся с тремя легионами: XIV Парным из Карнунта, IV Счастливым из Сингидуна и VII Клавдиевым из Виминации.
В 250 году коалиция племён под руководством Книвы пересекла римскую границу на Дунае, скорее всего в формате двух колонн. Сомнительно, что войско состояло только из готов, так как древние авторы упоминают и «скифов» (под которыми могли подразумеваться представители других германских и сарматских племён, вроде бастарнов, тайфалов и гастингов); также в походе могли поучаствовать римские дезертиры. Тем не менее, имя короля действительно готское и, вероятно, подлинное. Одновременно карпы вторглись в Дакию и восточную часть Верхней Мёзии и западную часть Мёзии Нижней.
Первая колонна войска Книвы в 20 тыс. человек под руководством Аргаита и Гунтерика безуспешно осаждали Маркианополь., после чего направились на юг и осадили наместника Мёзии Луция Приска в Филиппополе. Вторая колонна войска в 70 тыс. человек под руководством Книвы пересекла Дунай в его правом притоке Оский и начала осаду крепости Новы, где была отброшена наместником Верхней и Нижней Паннонии. После этого варвары повернули на юг к Никополю, в сражении у которого Деций нанёс им поражение.

## Ход сражения
Сражение началось атакой римлян. Армия готов была выстроена в три линии с отрядами лучников на флангах. В тылу третьей линии была заболоченная местность. Римские легионы нанесли фронтальный удар и рассеяли две передовых линии готов. В завязке битвы стрелой был убит Геррений Этруск. Его отец тогда произнес свою знаменитую фразу: «Гибель одного воина не является большой потерей для империи».
Деций возглавил последнюю атаку на казалось дезорганизованного противника, но готы ложным отступлением заманили атакующих римлян на заболоченный луг и нанесли им поражение массированными действиями лучников с флангов. Деций погиб в атаке (возможно утонул в болоте), а уцелевшая часть римской армии отступила в полном беспорядке.
Римляне потерпели сокрушительное поражение: римские императоры Деций Траян и его сын Геренний Этруск погибли во время битвы. Они стали первыми римскими императорами, павшими в бою с внешним врагом. Сражение обычно рассматривается как начало периода военной и политической нестабильности в Римской империи, хотя кризис, получивший название кризиса III века, уже проявлялся и в предыдущие десятилетия.

## Итоги
Ставший новым императором Требониан Галл был вынужден заключить мирный договор с готами, позволив им сохранить свою добычу и вернуться в свои дома на другом берегу Дуная. Также было обещано выплачивать им определённую сумму денег каждый год в обмен на прекращение нападений на земли империи. Этот унизительный договор, распространение киприановой чумы и вторжения персов оставили Галлу очень плохую репутацию среди древних авторов. Однако Д. С. Поттер предполагает, что до поражения при Абритте ситуация была не настолько серьёзной, чтобы имеющиеся римские силы не смогли бы справиться с вторжением, и лишь плохое командование Деция привело к катастрофическому повороту событий. В любом случае у Галла не было другого выбора, кроме как как можно скорее избавиться от готов.
В 271 году император Аврелиан победил и изгнал готов из Фракии, Дакии и Мёзии к северу от Дуная, нанеся им тяжёлые потери при преследовании. В этой войне погиб готский вождь Каннабад, а также около пяти тысяч вражеских солдат. За эту победу Аврелиан получил два титула — «Дакский Величайший» и «Готский Величайший».